# Ŭnch’ŏn
Ŭnch’ŏn (kor. 은천군, Ŭnch’ŏn-gun) – powiat w Korei Północnej, w północnej części prowincji Hwanghae Południowe. W 2008 roku liczył 95 597 mieszkańców. Graniczy z powiatami An’ak od południa, Ŭllyul od zachodu, a także Hwangju (prowincja Hwanghae Północne od wschodu). Powiat znajduje się nad Morzem Żółtym, określanym w Korei Północnej jako Morze Zachodniokoreańskie.

## Historia
Przed wyzwoleniem Korei spod okupacji japońskiej tereny należące do powiatu wchodziły w skład powiatu An’ak. W obecnej formie powstał w wyniku gruntownej reformy podziału administracyjnego w grudniu 1952 roku. W jego skład weszły wówczas tereny należące wcześniej do miejscowości Ŭnhong, Taehaeng, Sŏha, Angok i Ryongmun (wszystkie poprzednio znajdowały się w powiecie An’ak). W maju 1991 roku w wyniku podziału innych jednostek administracyjnych w powiecie powstały trzy nowe wsie: Ch'ŏngdae, Yangji oraz Namhae.

## Podział administracyjny powiatu
W skład powiatu wchodzą następujące jednostki administracyjne:
| Nazwa jednostki administracyjnej | Rodzaj jednostki administracyjnej | Hangul | Hancha |
| -------------------------------- | --------------------------------- | ------ | ------ |
| Ŭnch’ŏn-ŭp                       | miasteczko                        | 은천읍 | 銀川邑 |
| Ch'ogyo-ri                       | wieś                              | 초교리 | 草郊里 |
| Tŏk'yang-ri                      | wieś                              | 덕양리 | 德陽里 |
| Sinch'ang-ri                     | wieś                              | 신창리 | 新倉里 |
| Namsan-ri                        | wieś                              | 남산리 | 南山里 |
| Maehwa-ri                        | wieś                              | 매화리 | 梅花里 |
| Tongch'ang-ri                    | wieś                              | 동창리 | 東蒼里 |
| Ŭnhye-ri                         | wieś                              | 은혜리 | 恩惠里 |
| Hakch'ŏn-ri                      | wieś                              | 학천리 | 鶴泉里 |
| An-ri                            | wieś                              | 안리   | 安里   |
| Hak'wŏl-ri                       | wieś                              | 학월리 | 鶴月里 |
| Chŏngdong-ri                     | wieś                              | 정동리 | 亭洞里 |
| Tŏkch'ŏn-ri                      | wieś                              | 덕천리 | 德泉里 |
| Ch'ŏjong-ri                      | wieś                              | 초정리 | 椒井里 |
| Madu-ri                          | wieś                              | 마두리 | 馬頭里 |
| Pokdu-ri                         | wieś                              | 복두리 | 卜頭里 |
| Chedo-ri                         | wieś                              | 제도리 | 諸島里 |
| Ryangdam-ri                      | wieś                              | 량담리 | 兩潭里 |
| Songbong-ri                      | wieś                              | 송봉리 | 松峰里 |
| Samsan-ri                        | wieś                              | 삼산리 | 三山里 |
| Ch'ŏngdae-ri                     | wieś                              | 청대리 | 靑大里 |
| Yangji-ri                        | wieś                              | 양지리 | 陽地里 |
| Namhae-ri                        | wieś                              | 남해리 | 南海里 |